# Леон де Монморанси-Фоссё
Леон де Монморанси (фр. Léon de Montmorency; 31 октября 1664 — 20 марта 1750),  маркиз де Фоссё, сеньор де Куртален, Буа-Рюфен, Нёйи, первый христианский барон — французский придворный.
Сын Франсуа де Монморанси-Фоссё и Изабели де Арвиль.
В 1679 принят пажом в Палату короля. Был лейтенант-генералом в области Шартра, капитаном королевского пехотного полка, в марте 1693 стал полковником в полку Форе.
В начале 1704 оставил военную службу.

## Семья
Жена (20.06.1697): Мари-Мадлен Жанна де Пуссмот де Л'Этуаль (1673—12.03.1750), дочь Жана де Пуссмот де Л'Этуаль, сеньора де Монбризёй
- Мари-Шарлотта де Монморанси-Фоссё (8.02.1702—1749). Муж (4.12.1726): Луи де Монтегю, маркиз де Бузоль (ум. 1746)
- Анн-Жюли де Монморанси-Фоссё (16.09.1704—1778), придворная дама. Муж (18.07.1724) Эммануэль де Русселе, маркиз де Шаторено (ум. 1739)
- Анн-Леон I де Монморанси-Фоссё (14.09.1715 — 27.08.1785), маркиз де Фоссё. Жена 1) (11.12.1730): Анн-Мари Барб де Виль (1711—23.8.1731), дочь барона Армана де Виля и Анн-Барб де Курсель; 2) (32.10.1752): Мари-Мадлен-Габриель-Элизабет де Шаретт де Монтебер (1705—1778)